# Orlické Záhoří
Pour les articles homonymes, voir Záhoří.
Orlické Záhoří est une commune du district de Rychnov nad Kněžnou, dans la région de Hradec Králové, en République tchèque. Sa population s'élevait à 228 habitants en 2022.

## Géographie
Orlické Záhoří se trouve à la frontière avec la Pologne, à 19 km au nord-est de Rychnov nad Kněžnou, à 47 km à l'est-nord-est de Hradec Králové et à 147 km à l'est-nord-est de Prague.
La commune est limitée par la Pologne au nord et à l'est, par Bartošovice v Orlických horách et Říčky v Orlických horách au sud, et par Zdobnice, Liberk et Deštné v Orlických horách à l'ouest.

## Histoire
La première mention écrite de la localité date de 1571.

## Galerie

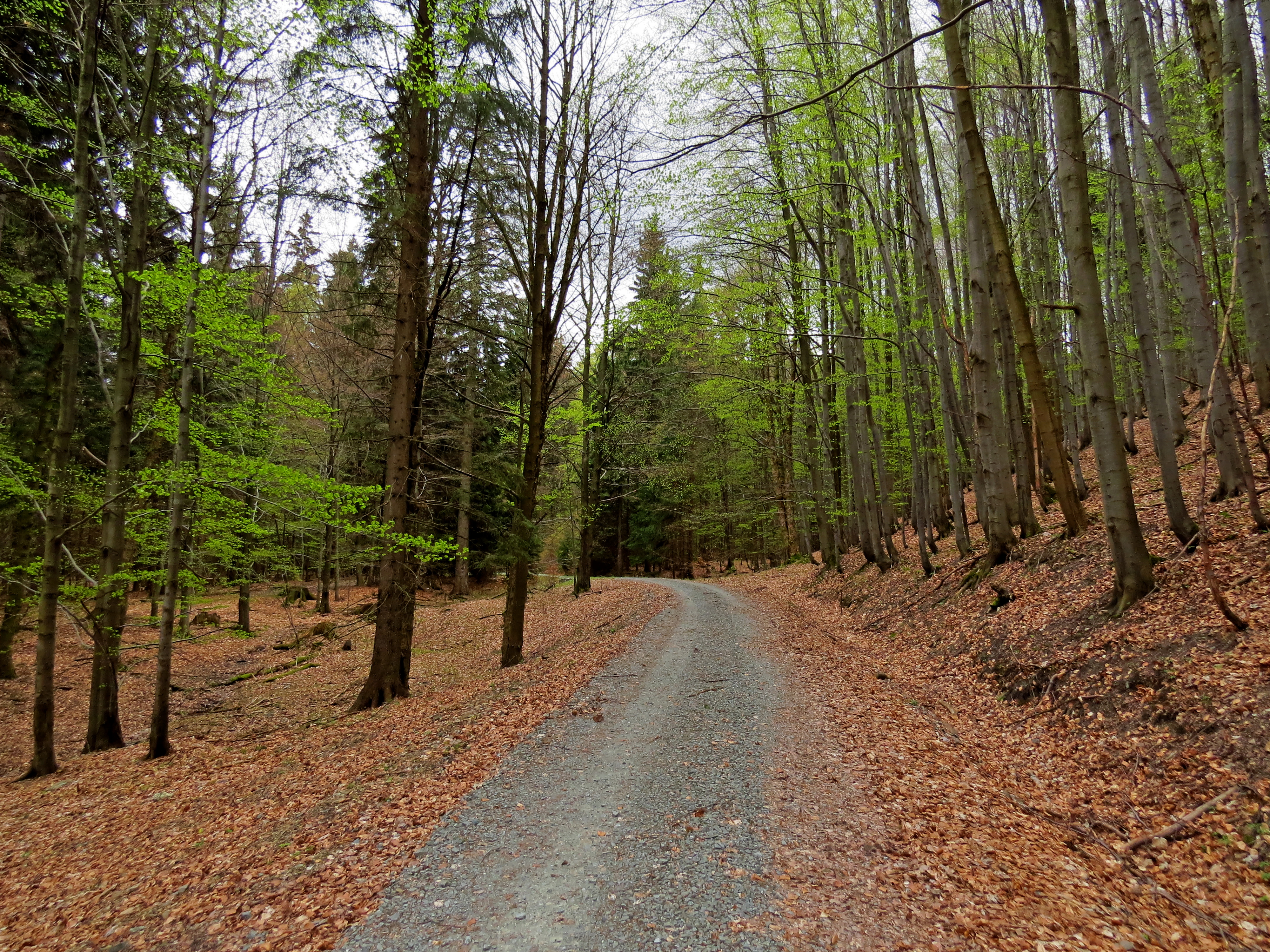
Réserve naturelle de Trčkov.
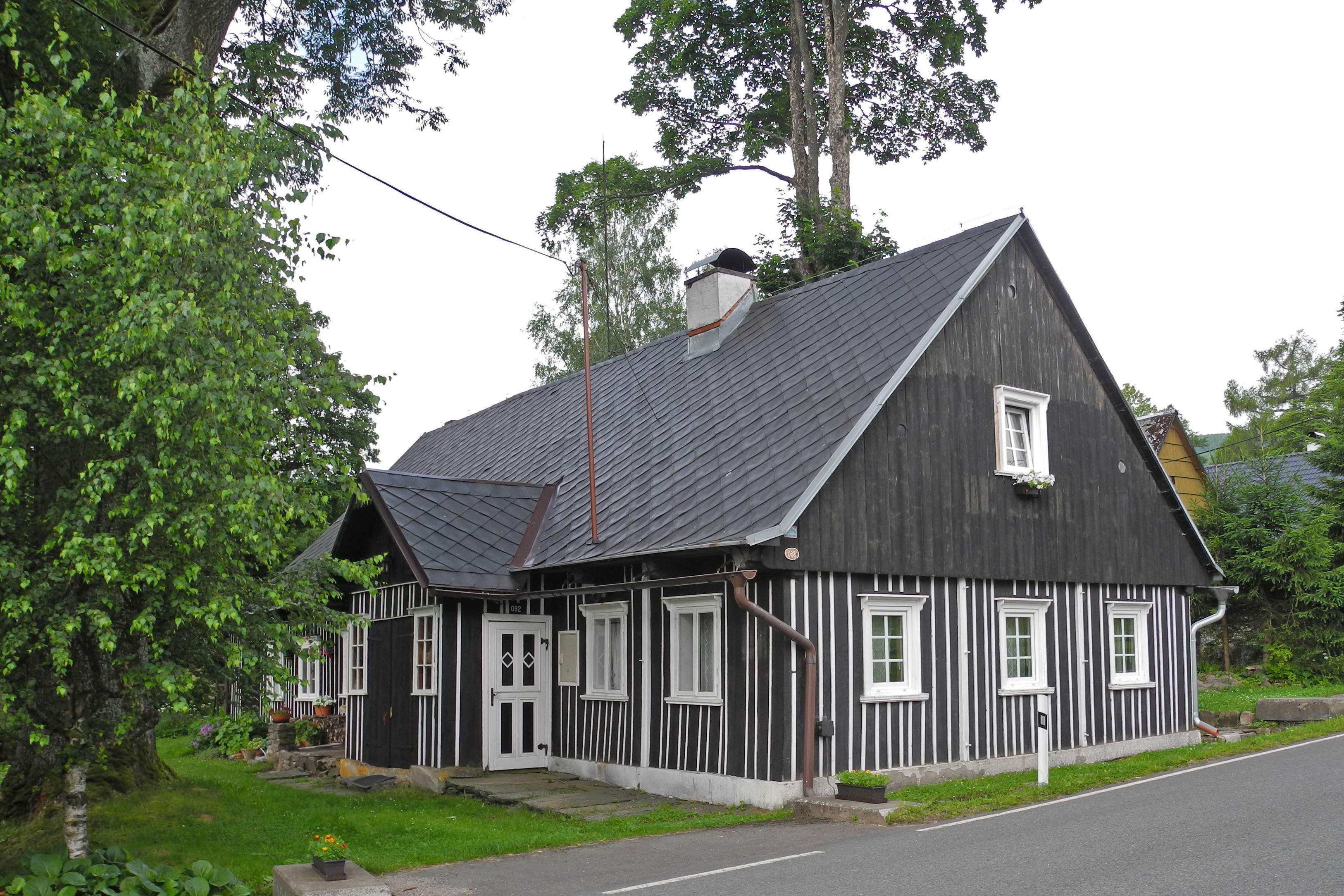
Maison à Jadrná.

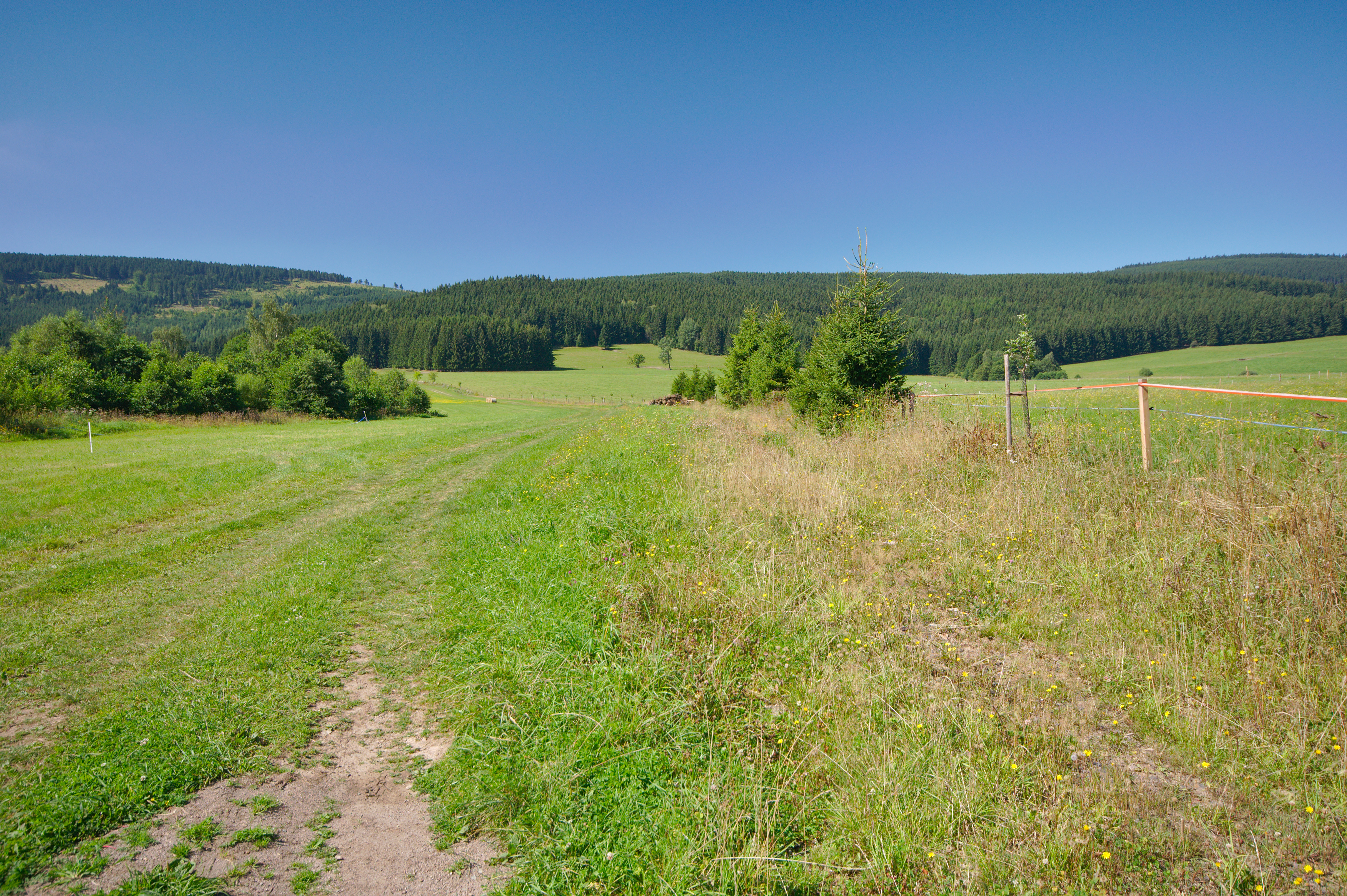
Paysage rural.
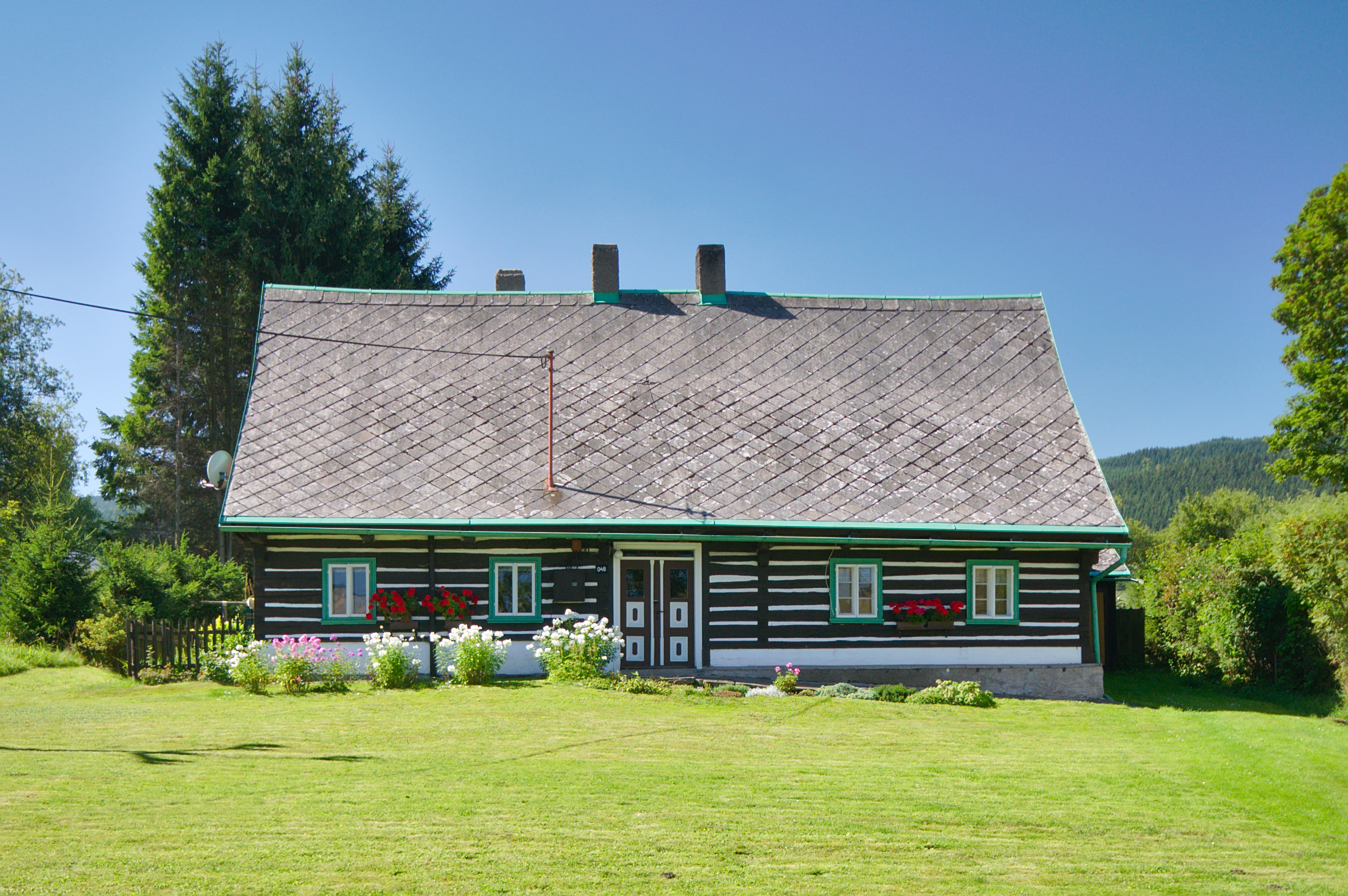
Maison ancienne à Orlické Záhoří.

## Transports
Par la route, Orlické Záhoří se trouve à 34 km de Rychnov nad Kněžnou, à 67 km de Hradec Králové et à 184 km de Prague.